# IOGT:s scoutförbund
Den först scoutkåren inom IOGT bildades i Visby den 23 april 1926.  IOGT:s scoutförbund bildades 1928 med IOGT som moderförbund. Från början var det ett flick- och ett pojkscoutförbund. 1959 slogs de samman till ett förbund.            

## Förbundets Anläggningar

### Kungshol
I Vikarbyn utanför Rättvik ligger Kungshols kvarn och från 1949 fick förbundet nyttjanderätt till gården. Så småningom kunde förbundet ta överäganderätten till anläggningen. Då det rörde sig om oskiftad mark var det an lång och ganska krånglig process.Förbundets första Gilwellutbildning (Scoutledareutbildning) genomfördes på anläggningen 1950. Kursen genomfördes med hjälp av Sveriges Scoutförbund och Gerdt Friberg. Efter det genomfördes det en kurs per år i ca 15 år. 

### Fjällstugorna i Storvallen
I Storvallen utanför Storlien ägde förbundet från mitten av 1950-talet ett antal fjällstugor. Stugorna användes främst för fjällkurser och kårers vinterläger. Anläggningen låg i anslutning till Järnvägsanställdas Helnykterhetsförbunds fjällpensionat

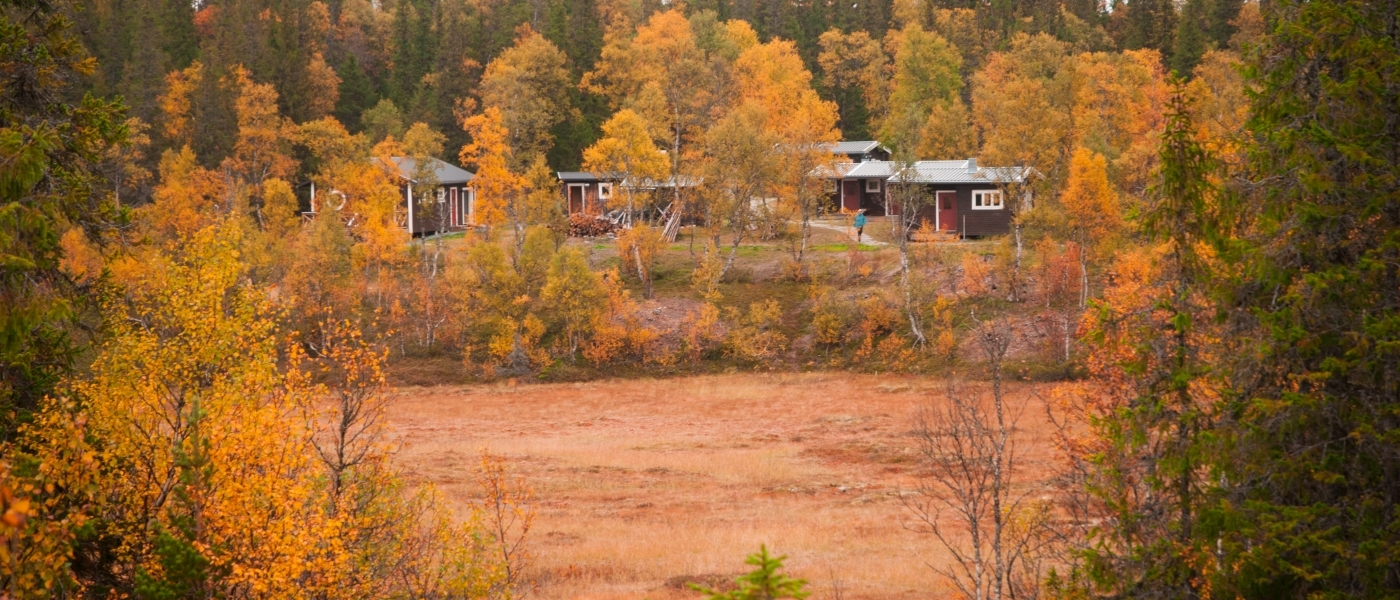
Storvallen
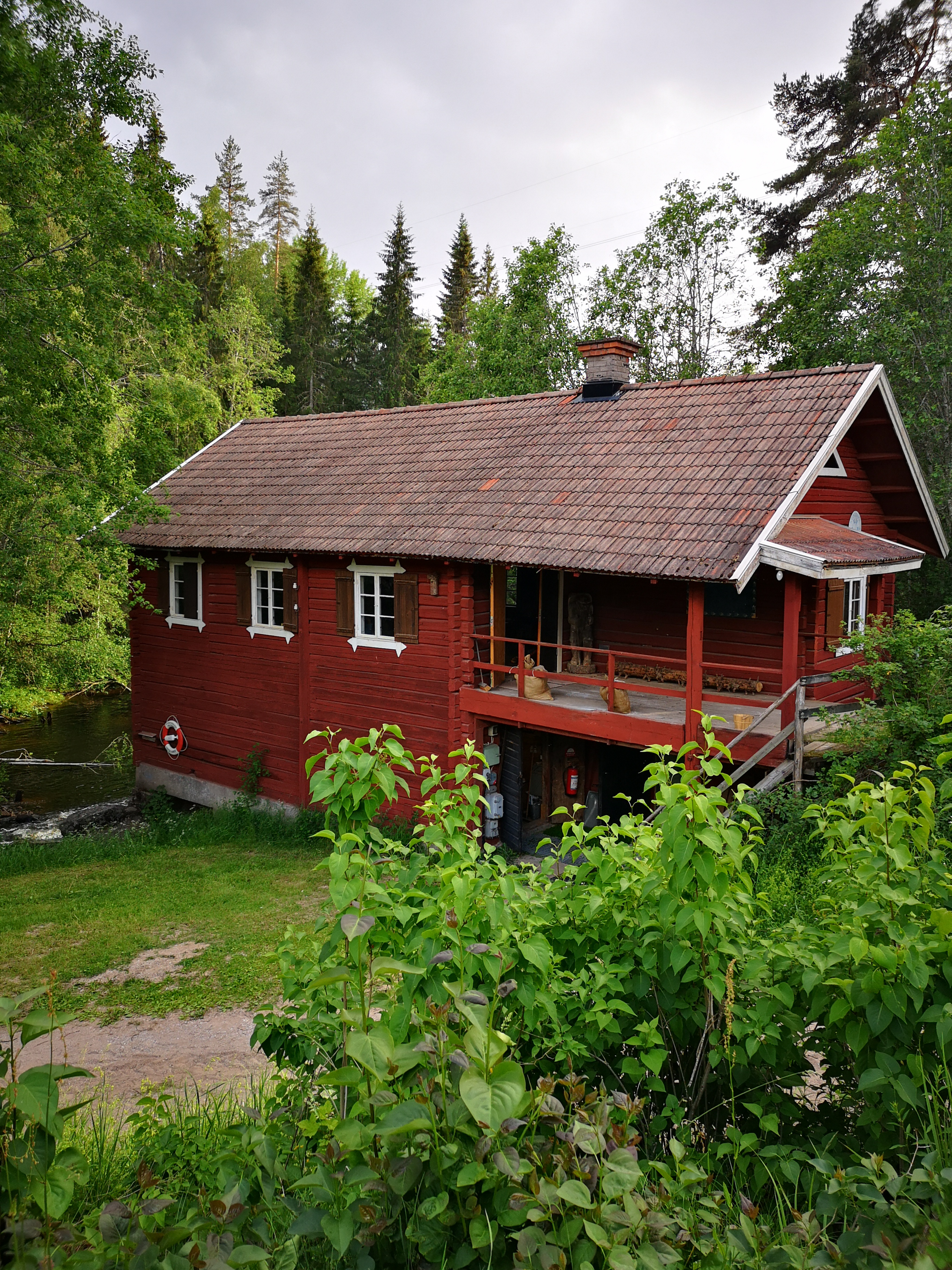
Kungshols Kvarn

## Förbundets ledning

### Flickscoutchefer
| 1928 – 1931 | Karin Fridlund     |
| 1931 – 1935 | Anny Svensson      |
| 1935 – 1939 | Hulda Hamberg      |
| 1939 – 1940 | Inga Ekström       |
| 1940 – 1946 | Hildegard Fröhlén  |
| 1946 – 1947 | Siri Norr          |
| 1947 – 1955 | Svea Holmström     |
| 1955 – 1961 | Ulla Greta Nordebo |
| 1961 – 1970 | Gunnel Lundqvist   |
| 1970 – 1971 | Svea Holmström     |

#### Pojkscoutchefer
| 1928 – 1929 | Yngve Pyk      |
| 1929 – 1929 | Nils Fäldt     |
| 1929 – 1930 | Walter Tunell  |
| 1930 – 1935 | James Jönsson  |
| 1935 – 1945 | G. B. Berthel  |
| 1945 – 1951 | Ernst Nordlund |
| 1951 – 1955 | Göte Lundgren  |
| 1955 – 1959 | Åke Linh       |
| 1959 – 1966 | Olle Wik       |
| 1966 – 1971 | Arne Lundberg  |

#### Förbundsordförande
| 1959 – 1966 | Olle Wik      |
| 1966 – 1971 | Arne Lundberg |

I samband med att IOGT och NTO gick samman till IOGT-NTO, bildade förbundet tillsammans med NTO:s scoutförbund det nya förbundet Nykterhetsrörelsens scoutförbund.